# Gbeapo District
Gbeapo District är ett distrikt i Liberia.   Det ligger i regionen River Gee County, i den sydöstra delen av landet, 300 km öster om huvudstaden Monrovia.